# Silvia Wollny
Silvia Wollny (* 5. Februar 1965 in Neuss)  ist eine deutsche Reality-TV-Darstellerin.

## Leben
Erste Auftritte hatte Silvia Wollny gemeinsam mit ihrer Großfamilie in verschiedenen Fernsehmagazinen und Talkshows wie SAM, We Are Family! und Punkt 12. Sie erhielt dort große Aufmerksamkeit durch ihre schroffe Art und insbesondere den Ausruf, mit dem sie acht ihrer Kinder hintereinander rief. Bekannt wurde der Ruf vor allem durch den Auftritt in der
Late-Night-Show TV total. Seit 2011 ist die Familie in ihrer eigenen Doku-Soap Die Wollnys – Eine schrecklich große Familie zu sehen, von der bis jetzt (Stand: 9. Februar 2022) 15 Staffeln mit 277 Folgen gelaufen sind. Zusätzlich startete 2016 die Kochsendung Lecker Schmecker Wollny mit bislang drei Staffeln und 14 Folgen.
2018 gewann Silvia Wollny die sechste Staffel von Promi Big Brother. Im Sommer 2021 nahm sie an der TV-Show Kampf der Reality Stars teil und belegte den sechsten Platz.
Inzwischen sind Silvia Wollny und ihre Töchter in großem Umfang als Influencer in Sozialen Medien tätig, dabei spielen Produktplatzierungen eine wichtige Rolle. Dies führt gelegentlich zu Spekulationen über Einkünfte und einen etwaigen Reichtum der Familie. Auch als Sängerin tritt Silvia Wollny immer wieder in Erscheinung, wobei die Texte ihrer Lieder meist einen Bezug zu ihrer Rolle im Fernsehen haben.

## Fernsehauftritte (Auswahl)
- seit 2011: Die Wollnys – Eine schrecklich große Familie (RTL ll)
- 2012: Pures Leben – Mitten in Deutschland  (Sat.1)
- seit 2016: Lecker Schmecker Wollny (RTL ll)
- 2018: Promi Big Brother (Sat.1)
- 2018: Sat.1-Frühstücksfernsehen (Sat.1)
- 2021: Kampf der Realitystars – Schiffbruch am Traumstrand (RTL ll)
- 2021: Das Supermarkt-Quiz (RTL II)
- 2022: Mein Mann kann (Sat.1)
- 2024: Temptation Island VIP (RTL+) (Gastauftritt)

## Diskographie

### Singles
- 2013: Ich bin ich
- 2014: Hey, ich kenn Dich aus dem Fernsehen
- 2015: Wahre Schönheit
- 2016: Wir sind eine große Familie
- 2017: Wenn du denkst du denkst
- 2018: Immer auf die 12
- 2018: Ich brauch keinen Millionär
- 2019: Wir feiern immer wieder (Unsere Lieblingslieder)
- 2021: Ich setz alles auf das Leben

### Album
- 2012: Familienbande – mit Die Wollnys